# La Moraleja (metropolitana di Madrid)
La Moraleja è una stazione della linea 10 della metropolitana di Madrid. Si trova sotto alla Avenida de Bruselas nel comune di Alcobendas.
La scelta del nome suscitò non poche polemiche, dato che il nome fa riferimento ad una urbanización che si trova ad oltre 1 km dalla stazione. Venne anche proposto il nome di Avenida de Bruselas, ma venne scartato in favore dell'attuale.

## Storia
La stazione fu inaugurata il 26 aprile 2007 come parte del progetto di ampliamento della linea 10 che prende il nome di MetroNorte, volto a dare servizio ai comuni di Alcobendas e San Sebastián de los Reyes

## Accessi
Vestibolo La Moraleja
- Avda. Bruselas Avenida de Bruselas, 14
- Ascensor (Ascensore) Avenida de Bruselas, 14